# Partido Conservador (Guatemala)
El Partido Conservador fue un partido político en Guatemala que existió desde el siglo XIX hasta inicios del siglo XX.

## Historia
El Partido Conservador era originalmente los Bacos, un grupo de comerciantes opuestos a los Cacos, que luego fundaron el Partido Liberal. Opuesto al cambio social y económico, el partido buscó preservar el poder de los terratenientes ricos y la Iglesia católica.
En oposición a partir de 1830, los conservador ganaron el poder en 1839 cuando Rafael Carrera, el primer caudillo en Guatemala, tomó control del gobierno. Ocupó el poder desde 1839, ya sea directamente durante sus dos períodos como presidente (1844–48 y 1851–65) o por medio de otros, y fue declarado presidente vitalicio en 1854, quedando en oficina hasta su muerte en 1865.
Después de la muerte de Carrera, el partido luchó para encontrar un liderazgo carismático. Los conservadores perdieron el poder ante los liberales en 1871, y sus políticas económicas obtuvieron el apoyo de muchos conservadores. Los liberales permanecieron en el poder hasta la década de 1920.